# Roxane Fournier
Roxane Fournier (Soisy-sous-Montmorency, 7 november 1991) is een Frans voormalig wielrenster.

## Carrière
Fournier heeft etappes gewonnen in verschillende rittenkoersen, zoals de Ronde van Bretagne, Trophée d'Or, Tour de l'Ardèche, Route de France, Ronde van Chongming en Tour of Zhoushan Island. In 2015 won ze de Grand Prix de Dottignies. Op de baan won ze nationale Franse titels in de ploegenachtervolging en de scratch.
Vanaf 2014 reed ze vijf jaar voor de Franse wielerploeg FDJ Nouvelle-Aquitaine Futuroscope. In 2019 kwam ze uit voor het Spaanse Movistar Team en in 2020 voor het Belgische Chevalmeire. In 2021 en 2022 reed ze voor het Nederlandse Team SD Worx en vanaf 2023 reed ze voor het Franse Saint Michel-Mavic-Auber 93, waar ze in juni 2024 haar carrière beëindigde en ploegleider werd bij dit team.

## Palmares

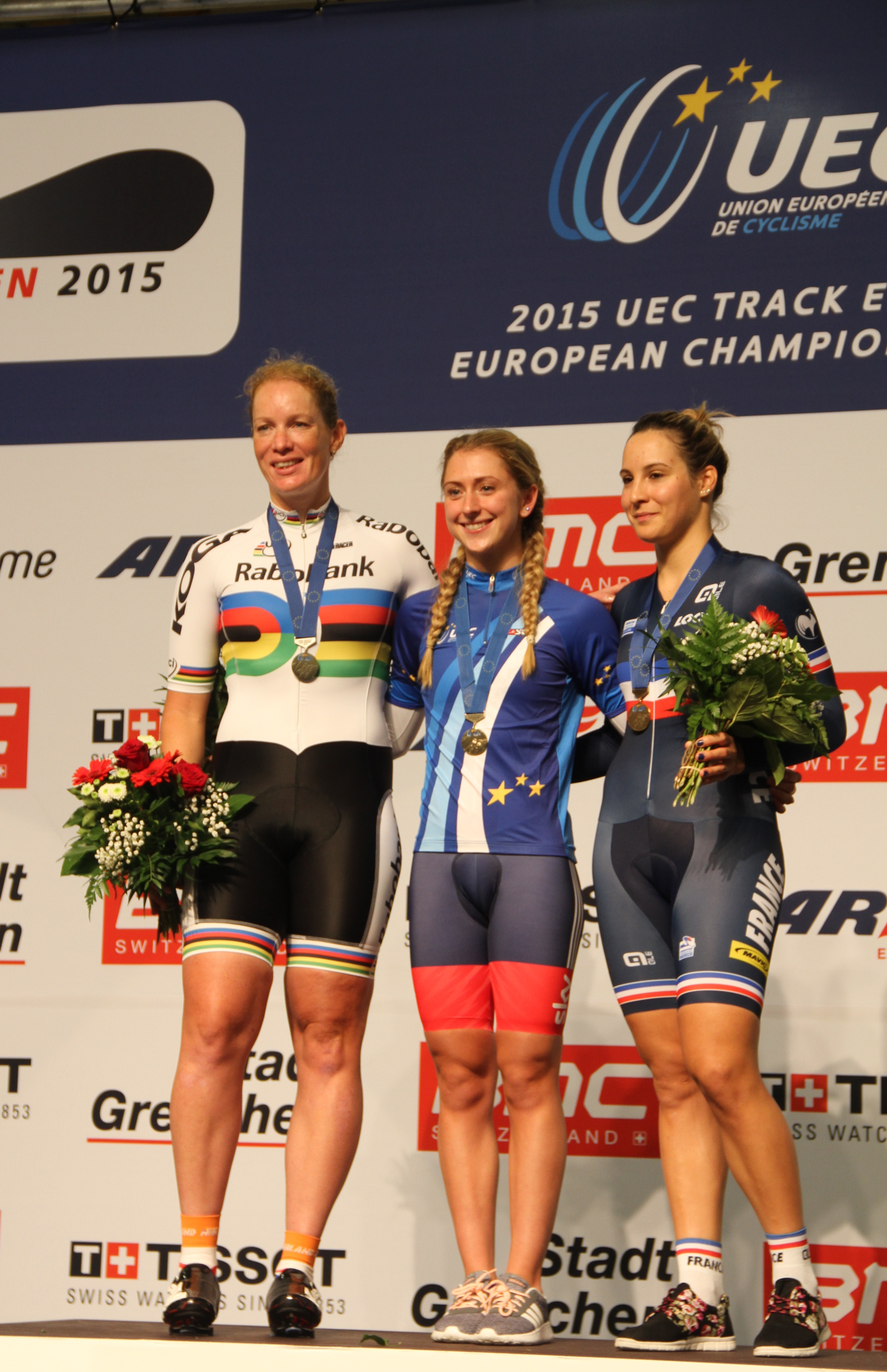
Fournier won brons in de scratch op het EK 2015 achter Laura Trott en Kirsten Wild.

### Baanwielrennen
| Jaar | FK                   | EK      | WK | Overig |
| ---- | -------------------- | ------- | -- | ------ |
| 2010 | puntenkoers          |         |    |        |
| 2011 |                      |         |    |        |
| 2012 |                      |         |    |        |
| 2013 | scratch              |         |    |        |
| 2014 | ploegenachtervolging |         |    |        |
| 2015 | ploegenachtervolging | scratch |    |        |
| 2016 | scratch              |         |    |        |

### Wegwielrennen

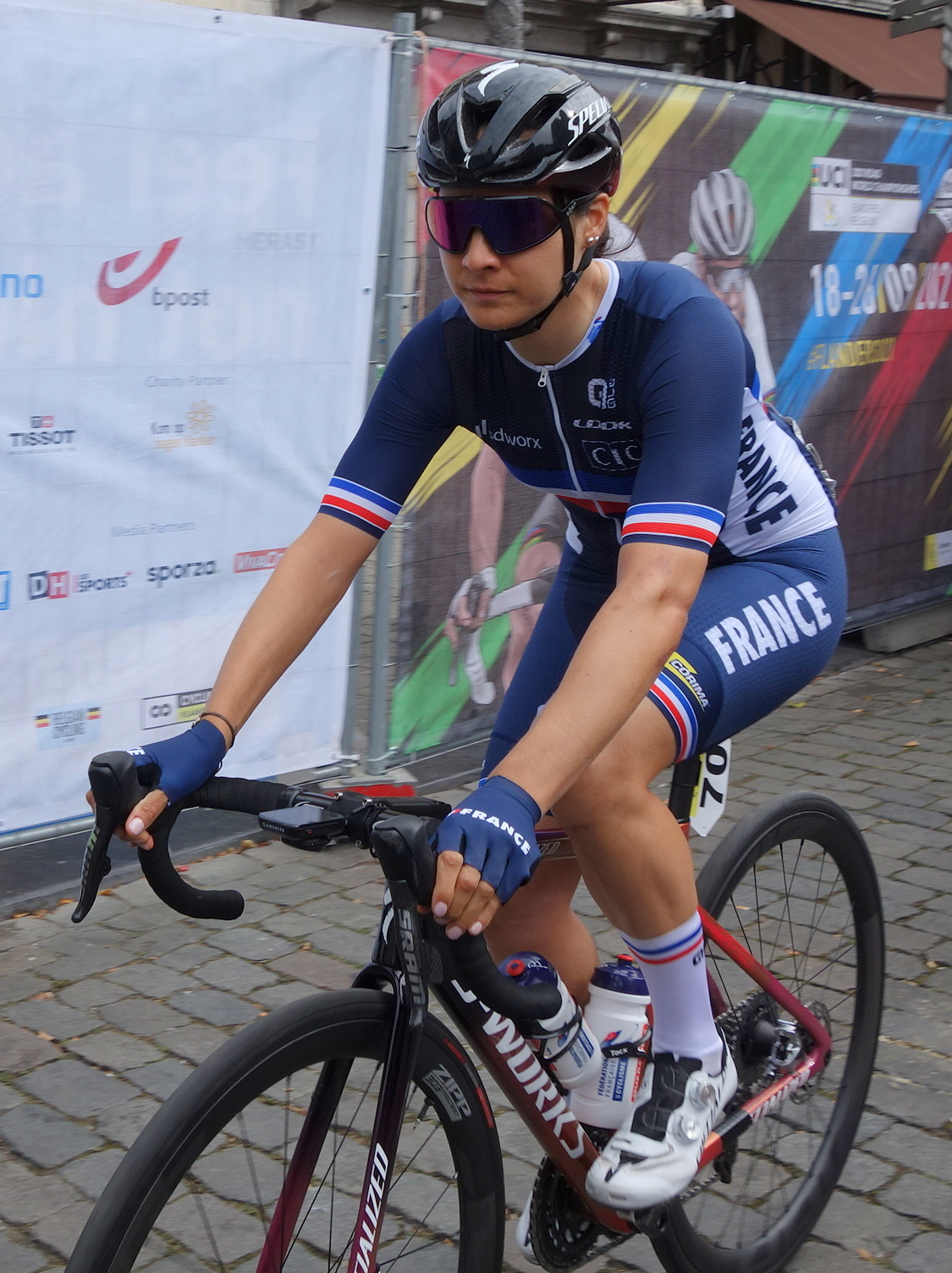
Fournier aan de start van het WK op de weg in 2021 op de Grote Markt in Antwerpen.

2012 - 1 zege
- 3e etappe Ronde van Bretagne

2013 - 1 zege
- 4e etappe Ronde van Bretagne

2014 - 1 zege
- 1e etappe Trophée d'Or

2015 - 3 zeges
- Grand Prix de Dottignies
- 3e etappe Ronde van Chongming
- 1e etappe Tour de l'Ardèche

2016  - 2 zeges
- 3e etappe Tour of Zhoushan Island
- 2e en 7e etappe Route de France

#### Resultaten in voornaamste wedstrijden
| Jaar | Ronde van Italië | Ronde van Frankrijk | Ronde van Spanje |
| ---- | ---------------- | ------------------- | ---------------- |
| 2014 |                  | 10e                 |                  |
| 2015 |                  | 11e                 | 4e               |
| 2016 | 96e              | 5e                  | 9e               |
| 2017 | opgave           |                     | ↑                |
| 2018 | opgave           |                     | 48e              |
| 2019 |                  |                     | 42e              |
| 2020 |                  |                     |                  |
| 2021 |                  | 84e                 |                  |
| 2022 |                  |                     |                  |
| 2023 |                  |                     | opgave           |
| 2024 |                  |                     |                  |

| Jaar | Gent-Wevelgem | Ronde van Vlaanderen | Parijs-Roubaix | Omloop Het Nieuwsblad | Omloop van het Hageland | Le Samyn |  | WK op de weg |
| ---- | ------------- | -------------------- | -------------- | --------------------- | ----------------------- | -------- |  | ------------ |
| 2010 |               | opgave               |                | 73e                   |                         |          |  |              |
| 2011 |               |                      |                |                       | 38e                     |          |  |              |
| 2012 |               |                      |                |                       | 70e                     | 29e      |  |              |
| 2013 |               |                      |                |                       | 53e                     | 71e      |  |              |
| 2014 |               | opgave               |                | 84e                   | 11e                     | 70e      |  |              |
| 2015 |               | opgave               |                | 91e                   | 15e                     | 59e      |  | opgave       |
| 2016 | opgave        | opgave               |                | 40e                   | 22e                     | 10e      |  | 6e           |
| 2017 | 81e           | 87e                  |                | 17e                   | 6e                      | 25e      |  |              |
| 2018 | opgave        | opgave               |                | 42e                   | 6e                      | 9e       |  |              |
| 2019 | 19e           | opgave               |                | 32e                   | 4e                      | 12e      |  |              |
| 2020 | 100e          |                      |                | opgave                | 12e                     | opgave   |  |              |
| 2021 | 32e           |                      |                |                       |                         | 31e      |  | 109e         |
| 2022 |               |                      | 47e            |                       | 42e                     |          |  |              |
| 2023 |               |                      | buit.tijd      |                       | 5e                      | 10e      |  |              |
| 2024 |               |                      | buit.tijd      |                       | 23e                     | 13e      |  |              |

## Ploegen
- 2010 -  ASPTT Dijon - Bourgogne
- 2011 -  ESGL 93 - GSD Gestion

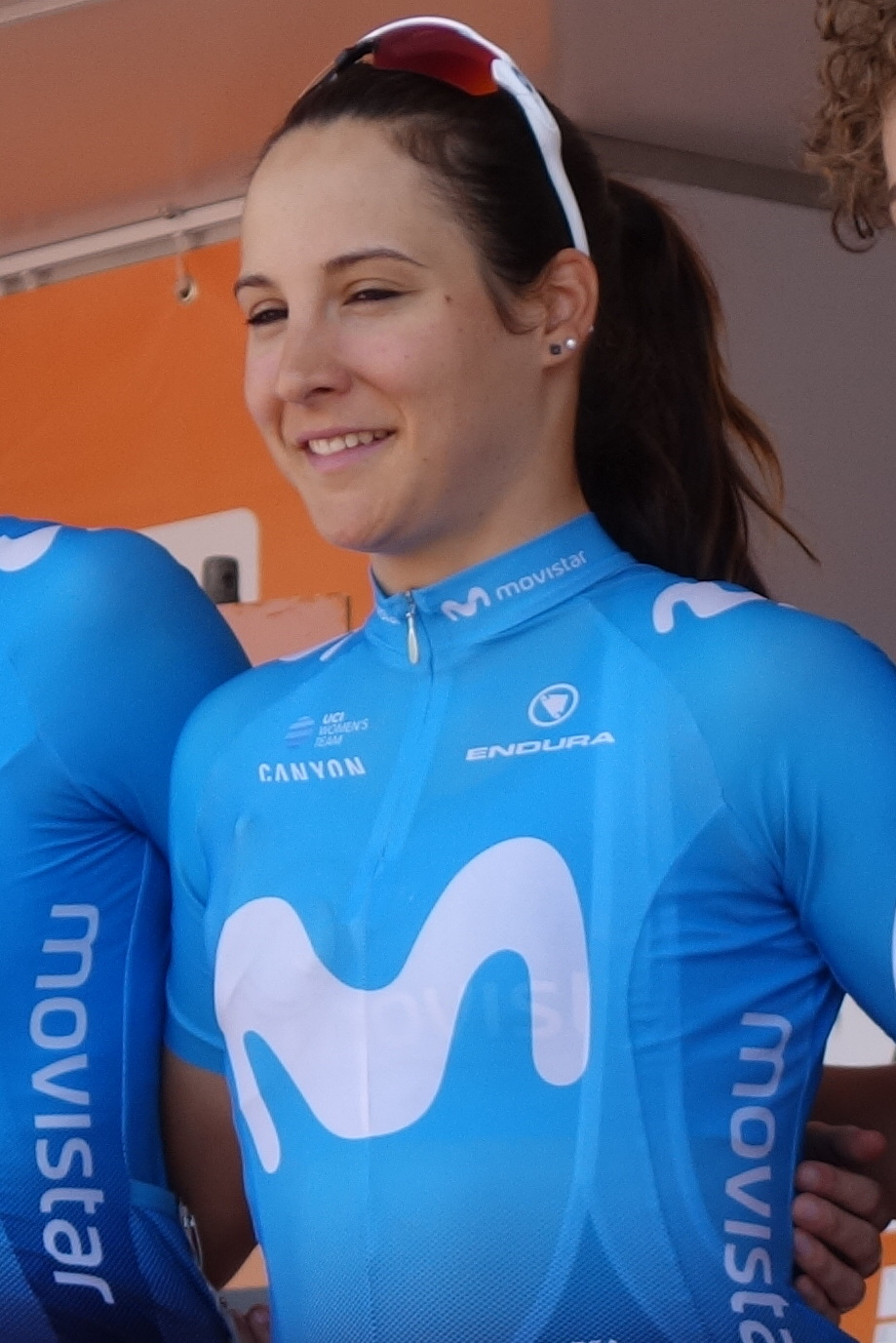
Fournier in de Boels Ladies Tour 2019.

- 2014 -  Poitou-Charentes.Futuroscope.86
- 2015 -  Poitou-Charentes.Futuroscope.86
- 2016 -  Poitou-Charentes.Futuroscope.86
- 2017 -  FDJ Nouvelle-Aquitaine Futuroscope
- 2018 -  FDJ Nouvelle-Aquitaine Futuroscope
- 2019 -  Movistar Team
- 2020 -  Chevalmeire
- 2021 -  Team SD Worx
- 2022 -  Team SD Worx
- 2023 -  Saint Michel-Mavic-Auber 93
- 2024 -  Saint Michel-Mavic-Auber 93 (tot 22 juni)

Biannic · Bravard · Demay · Dreville · Duval · Eraud · Fournier · Gillow · Guilman · Knetemann · Richioud · Yonamine
Bravard · Demay · Duval · Fournier · Gillow · Grossetête · Guilman · Kitchen · Muzic · Richioud · Slik · Tenniglo
Biannic · Fournier · García · González · Gutiérrez · Jasińska · Llamas · Merino · Oyarbide · Rodríguez · Teruel
Blaak · Canuel · Cecchini · D'Hoore · Fisher-Black · Fournier · Majerus · Moolman-Pasio · Nosková · Pieters · Shackley · Uneken · Van der Breggen · Vollering
Blaak · Cecchini · Fisher-Black · Fournier · Frei(vanaf 8/8) · Kopecky · Majerus · Moolman-Pasio · Pieters · Reusser · Shackley · Uneken · Vas · Vollering